# Maryam al-Khawaja
Maryam Abdulhadi al-Khawaja (en árabe: مريم عبد الهادي الخواجة‎, nació el 26 de junio de 1987) es activista de derechos humanos bareiní. 

## Trayectoria
Es hija del activista de derechos humanos bareiní Abdulhadi al-Khawaja. Vicepresidenta del Centro de Bareiní para los Derechos Humanos (BCHR), ha ejercido la presidencia de esa organización, desde que su presidente, Nabeel Rajab, fue arrestado.
Ha estado activa participando en protestas y como voluntaria en las organizaciones de derechos humanos, desde que era un joven adolescente. Después de asistir a las manifestaciones a favor de la democracia en 2011, Maryam al-Khawaja se embarcó en una gira de conferencias en el extranjero. Durante esta gira, mantuvo reuniones con políticos del Reino Unido y habló ante el Consejo de Derechos Humanos de las Naciones Unidas en Ginebra.
Con por lo menos 500 miembros destacados de la oposición detenidos en Baréin, el BCHR le recomendó que se quedara en el extranjero dada la probabilidad de arresto si regresaba.